# Гар га-Менухот
Гар га-Менухот (івр. הר המנוחות, Гора Спочинку; англ. Mount of Rest) — муніципальний цвинтар у Єрусалимі, Ізраїль.

## Розташування цвинтаря

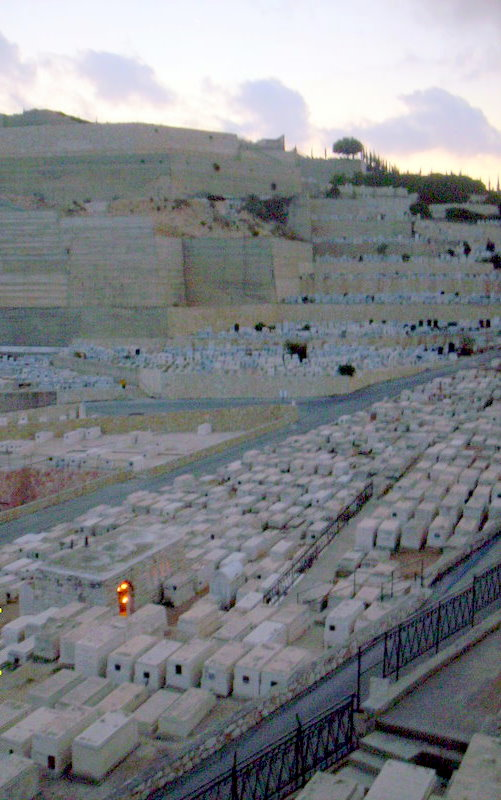
Вид на гору і склеп Бааль Сулама

Цвинтар знаходиться на схилах однойменної гори, в єрусалимському районі Гіват-Шауль, при в'їзді в Єрусалим по шосе № 1. Протяжність кладовища вздовж шосе № 1 складає більше одного кілометра.
Гора є частиною Юдейських гір. Висота гори складає 750 метрів над рівнем моря.

## Історія цвинтаря
Цвинтар був заснований 1951 року, за рішенням муніципалітету Єрусалима. Поховання на цвинтарі проводяться аж до теперішнього часу.

### Спорудження склепу Бааль Сулама
У 1954 році, через місяць після поховання на цвинтарі рабина Бааль Сулама, його учні протягом однієї ночі побудували над його могилою склеп. З тих пір цей склеп височить на схилі гори. Ночами склеп освітлений свічками, що безперервно палають всередині.
В 1991 році поряд зі склепом Бааль Сулама був похований його старший син, РАБАШ.

## Відомі люди, поховані на цвинтарі
- Іцхак Бен-Цві — 2-й президент Ізраїлю
- Бааль Сулам (Єгуда ГаЛеві Ашлаґ) - видатний рабин, кабаліст
- РАБАШ (Барух Ашлаґ) — рабин, кабаліст, син Єгуди Ашлаґа
- Єгуда Брандвайн — рабин, кабаліст, учень Єгуди Ашлаґа
- Єхіель Вайнберґ — рабин
- Іцхак Кадурі
- Меїр Кагане — ізраїльський політичний діяч
- Моше Файнштейн
- Юрій Штерн — політик, депутат Кнесету
- Шломо Карлебах — рабин, композитор
- рабин Ісраель Одесер